# Cleveland (Mississippi)
Cleveland város az USA Mississippi államában, Bolivar megyében, melynek megyeszékhelye is. Lakosainak száma 11 199 fő (2020. április 1.).

## Népesség
A település népességének változása:
| Lakosok száma | 479  | 12 334 | 11 199 |
|               | 1900 | 2010   | 2020   |